# 木村文男
木村 文男（きむら  ふみお、1904年7月18日 - 1965年3月20日）は、日本の政治家。自由民主党衆議院議員（3期）。息子は青森県知事や衆議院議員を務めた木村守男。孫は元衆議院議員の木村太郎、衆議院議員の木村次郎。

## 経歴
青森県南津軽郡藤崎町出身。父健一は藤崎町の助役や町長を務めた。1925年青森県師範学校を卒業。卒業後は教員となり、その後は青森県属、小学校校長、地方事務官などを務めた。
戦後、政治家を志し、1947年に青森県議に当選。1952年の第25回衆議院議員総選挙で青森2区から自由党公認で立候補して初当選。以来連続3回当選した（その後、所属は日本民主党→自由民主党）。この間、第1次鳩山内閣で北海道開発政務次官に就任した。1958年の第28回衆議院議員総選挙で落選した。
この他、自由民主党青森県連合会副会長、弘栄産業、弥助商会各取締役社長、青森県スポーツ振興会議長などを歴任し、勲三等瑞宝章を受章した。1965年死去。